# شرکت‌سالاری

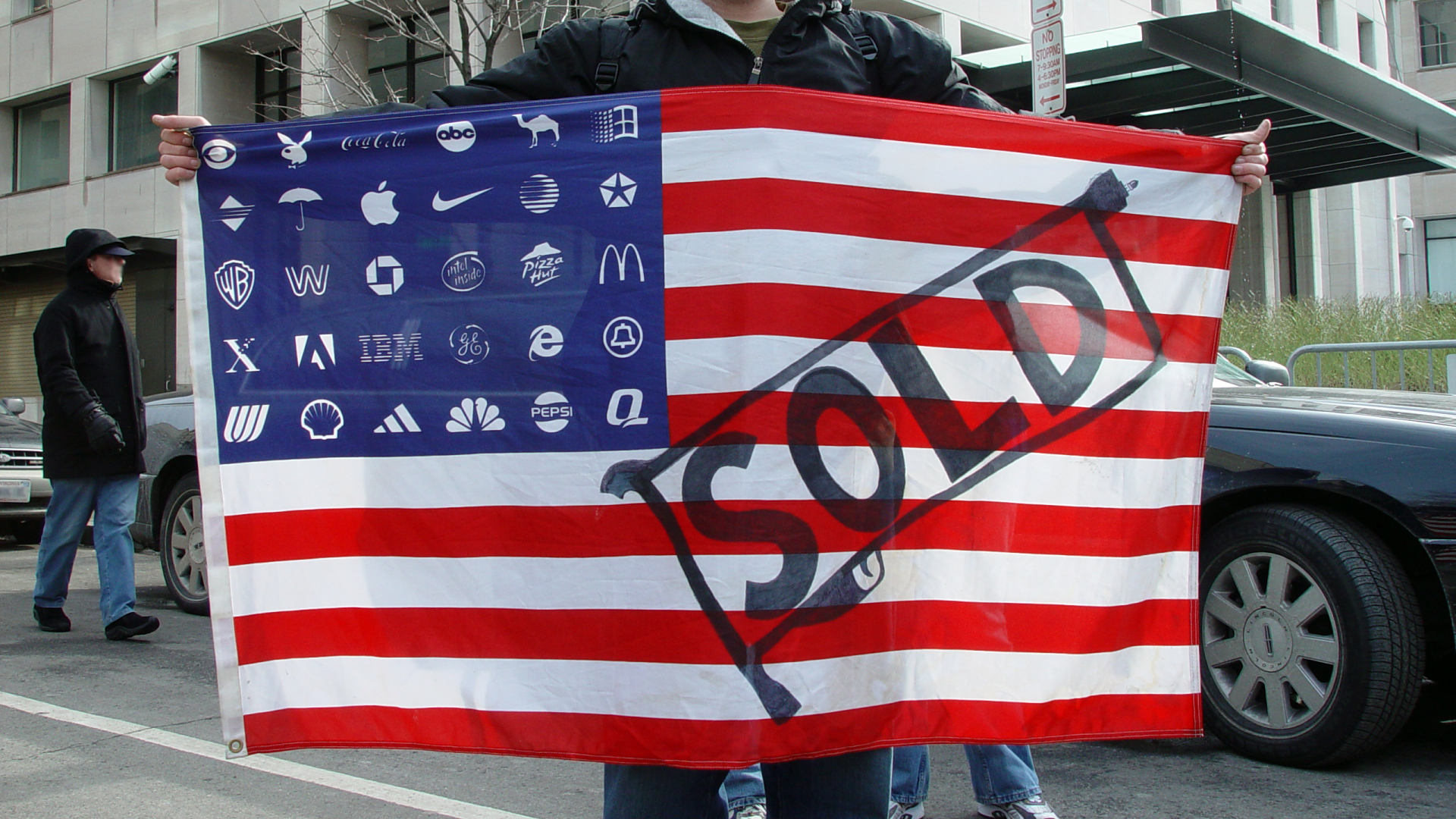
مراسم تحلیف دوم جورج دبلیو بوش در واشینگتن دی‌سی، یک معترض در حالی که پرچم آمریکایی که نمادهای تجاری شرکت‌های بزرگ در زمینه آن قرار می‌دهد را در دست دارد.

شرکت سالاری (به انگلیسی: Corporatocracy) یک سیستم اقتصادی، سیاسی و قضایی است که توسط شرکت‌های تجاری یا منافع شرکتی کنترل می‌شود. شرکت‌ها نقش مهمی در سیاست ایفا می‌کنند. آنها ممکن است در انتخابات شرکت کنند، از نامزدهای خاص حمایت کنند، یا حتی مستقیماً در سیاست دخالت کنند. شرکت‌ها همچنین ممکن است قوانین و مقرراتی را که بر مردم و اقتصاد تأثیر می‌گذارد، شکل دهند. مفهوم شرکت سالاری در توضیحات نجات بانک‌ها، دستمزد بیش از حد برای مدیران عامل، و همچنین شکایاتی مانند استثمار گنجینه‌های ملی، مردم و منابع طبیعی استفاده شده‌است. این مفهوم توسط منتقدان جهانی شدن، گاهی در کنار انتقاد از بانک جهانی یا شیوه‌های اعطای وام ناعادلانه، و همچنین انتقاد از موافقت‌نامه‌های تجارت آزاد، مورد استفاده قرار گرفته‌است. شرکت سالاری همچنین یک موضوع تکرار شونده در رسانه‌های علمی-تخیلی پادآرمان‌شهری است.